# Козачок Андрій Олександрович
Андрій Олександрович Козачок (народився 18 червня 1984 у м. Мінську, СРСР) — білоруський хокеїст, захисник. 
Вихованець хокейної школи «Юність» (Мінськ). Виступав за «Юніор» (Мінськ), «Юність» (Мінськ), ХК «Вітебськ», ХК «Брест».
У складі молодіжної збірної Білорусі учасник чемпіонату світу 2004 (дивізіон I). У складі юніорської збірної Білорусі учасник чемпіонату світу 2002.